# Lionel Zouma
Lionel Zouma (Lyon, 10 september 1993) is een Frankrijk geboren Centraal-Afrikaans voetballer die sinds februari 2021 speelt voor het Zwitserse Vevey United. Zouma genoot zijn jeugdopleiding bij FC Sochaux.

## Interlandloopbaan
Zouma speelde meerdere interlands voor verschillende jeugdelftallen van Frankrijk. Zouma koos in 2017 als international voor de Centraal-Afrikaanse Republiek.

## Privé
Zijn jongere broer Kurt is actief als profvoetballer bij West Ham United.